# Daurija
Daurija (Даурия) è un film del 1971 diretto da Viktor Ivanovič Tregubovič.